# دنا پلاس آپشنال
دنا پلاس آپشنال محصول جدید شرکت ایران خودرو که فول ترین  جدیدترین مدل دنا است . تفاوت ه ای این مدل با دنا پلاس اتومات شامل ورود بدون کلید  کیلس استارتر و فرمان دی کات می باشد و سنسور نور و باران دارد و سیستم فشار پایش بادلاستیک ها از داخل قابل مشاهده می باشد.ایران‌خودرو حدود دو سال پس از عرضه دنا، نخستین فیس‌لیفت آن را با نام «دنا پلاس» در پاییز 1395 معرفی کرد و تولید آن از زمستان همان سال ولی با مدل 1396 آغاز شد. تغییرات ظاهری دنا پلاس عمدتاً در چراغ‌های جلو و عقب متفاوت، جلوپنجره اسپرت با ابعاد بزرگ‌تر و خطوط جانبی تازه روی درها خلاصه می‌شود. ایران‌خودرو در ابتدا امکانات رفاهی مشتری پسندی مانند سانروف، مانیتور بزرگ‌تر، دوربین عقب، ایربگ جانبی، کروز کنترل، دی‌لایت‌های جدید و چراغ خوش‌آمدگویی روی دنا پلاس قرار داده بود. 
از اواسط سال 97 بعضی از این آپشن‌ها (ایربگ جانبی و سانروف) مجددا از خانواده دنا پلاس حذف شدند! مهم‌ترین حذفیات این خودرو مواردی مانند ایربگ‌های جانبی، سانروف، جاعینکی و سیستم پشتبانی نویگیشن است. در قسمت فنی نیز دنا پلاس، تفاوتی با دنا معمولی ندارد. 
کیفیت ساخت آن نیز اندکی بهتر از دناست اما همچنان از تندر پلاس، کمتر است. حال به سراغ دومین عضو خانواده دنا، یعنی نسخه «پلاس توربو دنده‌ای» برویم؛ خودرویی که تولید آن از اواسط سال 96 آغاز شد اما اولین سری آن در سال 97 بدست مشتریانش رسید. به لحاظ فنی، تفاوت پلاس توربو با پلاس معمولی مانند تفاوت سورن توربو با سورن معمولی است؛ یعنی ایران خودرو فقط سیستم توربوشارژ را به پیشرانه EF7 این خودرو افزوده و چندین تغییر فنی جزیی در آن اعمال کرده. البته به لحاظ تجهیزات ظاهری نیز دنا پلاس توربو با چندین ویژگی متفاوت‌تر به تولید رسیده است مثل: رینگ بزرگتر با طراحی جدید، فرمان چرمی با دوخت قرمز، زیرپایی موکتی با طرح توربو و نوار قرمز رنگ و سر دنده جدید. اما سومین عضو خانواده دنا، نسخه «پلاس توربو اتومات» است که از گیربکس 6 سرعته اتومات بهره می‌برد و به همین دلیل نیز وزن خالصش حدود 70 کیلوگرم بیشتر شده. درباره گیربکس اتومات این خودرو باید این نکته را بدانید که حتی در حالت تیپ ترونیک نیز به شما اجازه نمی‌دهد دور موتور را بالاتر از 4500 ببرید. دنا پلاس توربو اتومات که تحویل آن از نیمه اول 99 شروع شد، در تجهیزات و کیفیت ساخت متاسفانه دقیقا مانند دنا پلاس توربو دنده‌ای است؛ فقط به این تفاوت که به «فرمان برقی» مجهز شده. 
از تابستان 1401 نیز دناپلاس توربو با گیربکس 6 دنده به بازار کشورمان آمد که تنها تفاوتش با مدل‌های توربو 5 دنده، بازهم در «فرمان برقی» خلاصه می‌شد. ایران خودرو همچنین از زمستان 1401 نسخه لوآپشن دنا پلاس معمولی را هم به بازار آورد که رینگ آلومینیومی نداشت و ترمز عقب آن نیز از دیسکی به کاسه‌ای تغییر کرده بود. از بهار 1402 نیز دو آپشن جدید «سنسور نور» و «سنسور باران» به خانواده دنا پلاس توربو افزوده شد. شرکت ایران خودرو در زمستان 1402 تیپ «آپشنال» را برای دناپلاس توربو اتوماتیک معرفی کرد که هیچگونه تفاوتی فنی با نسخه‌های قبلی دناپلاس توربو اتوماتیک ندارد اما به لحاظ تجهیزات، به چندین ویژگی جدید تجهیز شده است. 
همانطور که می‌دانید در سال 1402 بسیاری از خودروسازان ملزم به رعایت استانداردهای 85گانه شدند و دناپلاس توربو اتوماتیک آپشنال نیز برهمین اساس ساخته شده است. بنابراین ویژگی‌هایی مانند: استاندارد عابرپیاده (که منجر به تغییر قسمت زیرین سپر جلو و تغییر جای بکسل‌بند شده) سیستم کنترل پایداری و کشش، سیستم کمکی حرکت در سربالایی، سنسور نور، سنسور باران، سنسور باد تایر و همچنین نشانگر تعویض دنده، همگی بصورت استاندارد در تیپ آپشنال وجود دارند. اما علاوه بر این‌ها، سه ویژگی جدید دیگر شامل فرمان دی‌کات، کیلس استارتر و آینه وسط الکتروکرومیک نیز به تیپ آپشنال اضافه شده‌اند درحالیکه در مدل‌های دناپلاس توربو اتوماتیک ساده، این سه مورد وجود نداشت.